# 內布拉斯加 (印地安納州)
內布拉斯加（英語：Nebraska）是位於美國印地安納州詹寧斯縣的一個非建制地區。該地的面積和人口皆未知。